# Bellou-le-Trichard
Bellou-le-Trichard és un municipi francès situat al departament de l'Orne i a la regió de Normandia. L'any 2007 tenia 242 habitants.

## Demografia

### Població
El 2007 la població de fet de Bellou-le-Trichard era de 242 persones. Hi havia 100 famílies de les quals 32 eren unipersonals (20 homes vivint sols i 12 dones vivint soles), 28 parelles sense fills, 36 parelles amb fills i 4 famílies monoparentals amb fills.
La població ha evolucionat segons el següent gràfic:
Habitants censats

### Habitatges
El 2007 hi havia 147 habitatges, 102 eren l'habitatge principal de la família, 33 eren segones residències i 12 estaven desocupats. 144 eren cases i 2 eren apartaments. Dels 102 habitatges principals, 79 estaven ocupats pels seus propietaris, 21 estaven llogats i ocupats pels llogaters i 2 estaven cedits a títol gratuït; 1 tenia una cambra, 13 en tenien dues, 29 en tenien tres, 28 en tenien quatre i 30 en tenien cinc o més. 61 habitatges disposaven pel capbaix d'una plaça de pàrquing. A 40 habitatges hi havia un automòbil i a 47 n'hi havia dos o més.

### Piràmide de població
La piràmide de població per edats i sexe el 2009 era:
| Homes | Edats   | Dones |
| ----- | ------- | ----- |
| 0     | 95 o +  | 4     |
| 0     | 90 a 94 | 4     |
| 0     | 85 a 89 | 0     |
| 0     | 80 a 84 | 4     |
| 0     | 75 a 79 | 0     |
| 4     | 70 a 74 | 4     |
| 8     | 65 a 69 | 4     |
| 4     | 60 a 64 | 8     |
| 0     | 55 a 59 | 4     |
| 0     | 50 a 54 | 4     |
| 0     | 45 a 49 | 4     |
| 8     | 40 a 44 | 12    |
| 8     | 35 a 39 | 4     |
| 12    | 30 a 34 | 8     |
| 8     | 25 a 29 | 4     |
| 12    | 20 a 24 | 4     |
| 0     | 15 a 19 | 4     |
| 0     | 10 a 14 | 8     |
| 16    | 5 a 9   | 12    |
| 4     | 0 a 4   | 0     |

## Economia
El 2007 la població en edat de treballar era de 159 persones, 119 eren actives i 40 eren inactives. De les 119 persones actives 103 estaven ocupades (57 homes i 46 dones) i 16 estaven aturades (8 homes i 8 dones). De les 40 persones inactives 12 estaven jubilades, 13 estaven estudiant i 15 estaven classificades com a «altres inactius».

### Ingressos
El 2009 a Bellou-le-Trichard hi havia 101 unitats fiscals que integraven 244 persones, la mediana anual d'ingressos fiscals per persona era de 16.880 €.

### Activitats econòmiques
Dels 8 establiments que hi havia el 2007, 4 eren d'empreses de construcció, 1 d'una empresa de serveis, 1 d'una entitat de l'administració pública i 2 d'empreses classificades com a «altres activitats de serveis».
Dels 4 establiments de servei als particulars que hi havia el 2009, 1 era un paleta, 1 guixaire pintor i 2 lampisteries.
L'any 2000 a Bellou-le-Trichard hi havia 10 explotacions agrícoles que ocupaven un total de 315 hectàrees.

## Poblacions més properes
El següent diagrama mostra les poblacions més properes.